# Mucho ruido
Mucho ruido fue una serie juvenil cubana, exhibida por el canal nacional Tele Rebelde, que comenzó el 16 de agosto de 2009. Es una serie juvenil, donde se tratan los diferentes problemas de la juventud cubana actual, como la sobreprotección, las drogas y la infidelidad.

## Trama
La serie comienza con el fin de la secundaria, donde un grupo de amigos de clase acomodada que viven posiblemente en El Vedado (no se especifica), se reúnen para hacer un pacto de amistad eterna. Todos tienen previsto irse el verano de acampada con el profesor principal del grupo. Otro grupo de amigos de otra escuela en un barrio más humilde, no tienen tiempo para pactos o trivialidades, y están sumergidos sobre todo uno de ellos en problemas de padres alcohólicos, también se van de acampada con su profesor. En el bus que los lleva comienzan los problemas entre los grupos de jóvenes de diferentes estatus social. Al llegar al campismo aparecen nuevos personajes que interactúan con los chicos y se manifiestan con mayor fuerza las diferencias sociales y de criterios, pero un sentimiento de solidaridad comienza a surgir entre ellos el cual más tarde se transforma en una naciente amistad, debido a los lazos que han formado en medio de una exuberante naturaleza.

## Impacto
La serie tuvo un fuerte impacto en la juventud cubana, llegando incluso a ser más vista que series extranjeras que se emitían en horario similar como One Tree Hill; las redes sociales de Internet en Cuba contaban con decenas de posts y la mayoría de los diarios se hacían eco del gusto general por la serie. La canción tema de la serie que también se titula Mucho ruido, se convirtió en una de las más solicitadas en la radio, la televisión y la web.
La serie consiguió en el año 2010 los premios al mejor guion, dirección y producción, junto con el Gran Premio otorgado a programas juveniles, en el Sexto Festival Nacional de la Televisión.

## Reparto
Personajes adolescentes
- Clara González, como Laura
- Rubén Araujo, como José Ángel
- Rachel Cruz, como Claudia
- Milton García, como Carlos Enrique
- Laura L. Navarro, como Fernanda
- Ariadna Núñez, como Yaíma
- Manuel Quintana, como Luis Manuel
- Leandro Cáceres, como Eric
- Daniela Marín, como María Carla
- Reinier Díaz, como Cristian
- Ingrid Cruz, como Patricia
- Hani Valero, como Ana
- Marlon López, como Henry
- Samira Fernández, como Siana
- Fabián Mora, como Robertico
- Néstor Jiménez, como Leandro

Personales adultos
- Martha del Río, como abuela de Claudia
- Corina Mestre, como profesora
- Osvaldo Doimeadiós, como profesor
- Kike Quiñones, como profesor
- Lieter Ledesma, como profesor
- Dianelis Brito, como directora del campismo
- Miriam Alameda, como profesora
- Amarilys nuñez, como mamá de Laura
- Jorge Treto, como papá de Laura
- Irela Bravo, como mamá de Luis Manuel
- Emilio del Valle, como
- Edith Massola, como mamá de Yaíma
- Yazmín Gómez, como de Fernanda
- Ana Rojas, como tía de Carlos Enrique
- Norma Reina, como mamá de Patricia
- Jorge Alí, como papá de Fernanda

Participaciones especiales
- Rubén Breña, como papá de Patricia
- Eman Xor Oña, como papá de Carlos Enrique
- Silvia Águila, como mamá de Robertico
- Daisy Quintana, como tía de Siana
- Rolando Núñez, como
- Armando Tomey, como traficante de corales
- Mario Rodríguez, como
- Luis Carreres, como
- Blanca Rosa Blanco, como mamá de Miguel Ángel
- Ketty de la Iglesia, como madrastra de Ana
- Carlos Gonzalvo, como
- René de la Cruz, como traficante de corales